# گرودوسک
گرودوسک (به لهستانی:  Grudusk) یک روستا در لهستان است که در گمینا گرودوسک واقع شده‌است.
 گرودوسک  ۱٬۵۰۰ نفر جمعیت دارد.